# Массіміліано Ірраті
Массіміліано Ірраті (італ. Massimiliano Irrati, 27 червня 1979, Флоренція) — італійський футбольний арбітр.

## Кар'єра
Народився у Флоренції, але як арбітр представляє Пістою, Лампореккьо.
Адвокат за професією, він стає арбітром у 1996 році. Після роботи у нижчих лігах, влітку 2004 року був включений до суддівства Серії D, де він працював протягом трьох років. У липні 2007 року був призначений на матчі Серії C, де був головним арбітром протягом чотирьох років, до закінчення сезону 2010/11.
30 червня 2011 отримав категорію Б і наступного сезону обслужив 18 матчів другого італійського дивізіону, а також дебютував у Серії A, 18 березня 2012 року на стадіоні Ренато Даль'Ара в Болоньї, на матчі «Болонья»-«К'єво»..
Крім того, по закінченні регулярного чемпіонату Ірраті був призначений на півфінал плей-оф за право виходу в Серію А, який відбувся 30 травня 2012 року між Варезе і Вероною. З сезону 2012/13 років став обслуговувати матчі Серії А на постійній основі.
1 січня 2017 року отримав статус арбітра ФІФА, замінивши Антоніо Дамато, а вже 22 лютого 2017 року був назначений на товариський матч між збірними Сан-Марино та Андорри і таким чином дебютував на міжнародній арені.
8 серпня 2017 року був додатковим арбітром на матчі за Суперкубок УЄФА-2017 між Реалом і Манчестер Юнайтед, увійшовши у суддівську бригаду на чолі із співітчизником Джанлукою Роккі.
У квітні 2018 року він був обраний в якості одного з тринадцяти відеоасистентів арбітрів, що візьмуть участь у обслуговуванні матчів чемпіонату світу 2018 року. Працював на матчі-відкритті між Росією та Саудівською Аравією 14 червня 2018 року у команді аргентинського головного арбітра Нестора Пітани.